# Big Red Racing
Big Red Racing – wyścigowa gra komputerowa wydana na platformę MS-DOS 29 lutego 1996. Jej producentem jest Big Red Software, a wydawcą Domark. Jest to gra z elementami komizmu, za każdym razem gdy gracz coś wybierze w menu jest odtwarzany jakiś zabawny tekst. Podczas wyścigu z ust komentatorów padają śmieszne komentarze, najczęściej związane ze stereotypami dotyczącymi kraju w którym gracz się ściga.

## Rozgrywka
Gracz może wybrać jednego z wielu kierowców, którym będzie sterował, oraz kolor jego stroju. Jeśli chodzi o pojazdy, można wybrać kolor pojazdu oraz naklejkę.

## Muzyka
Główny temat gry „Let it Roll” został skomponowany przez Hangnail, utwór jest słyszany podczas demo i w menu. Pozostałe utwory zostały stworzone przez Gerarda Gourleya.

## Dubbing
Głosu w grze użyczyli: Lani Minella i Jon St. John.